# Frans Boudewijns
Frans Boudewijns (Bruxelles, 6 ottobre 1682 (battezzato) – Bruxelles, 5 luglio 1767) è stato un pittore e disegnatore fiammingo.

## Biografia
Figlio di Adriaen Frans Boudewijns e della sua terza moglie, fu istruito dal padre nell'arte della pittura.
Divenne membro della Corporazione di San Luca di Bruxelles nel 1720, ma probabilmente iniziò a lavorare come pittore prima di quella data e proseguì la sua carriera artistica fino alla morte.
Dipinse soggetti di vario genere: architetture, paesaggi, in particolare fluviali, vedute di zone costiere, soggetti religiosi ed equestri.